# Maintor (Eibelstadt)

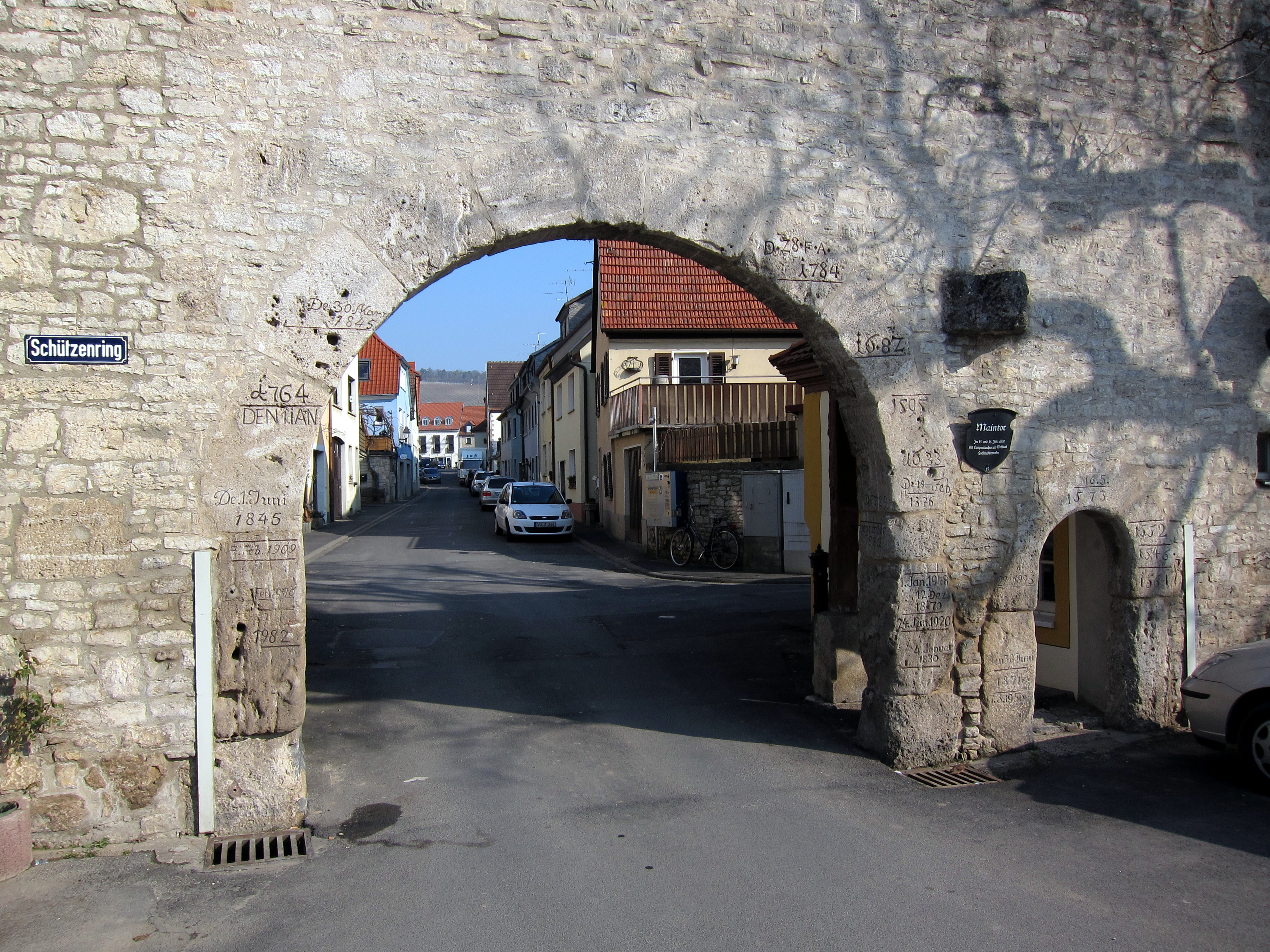
Maintor

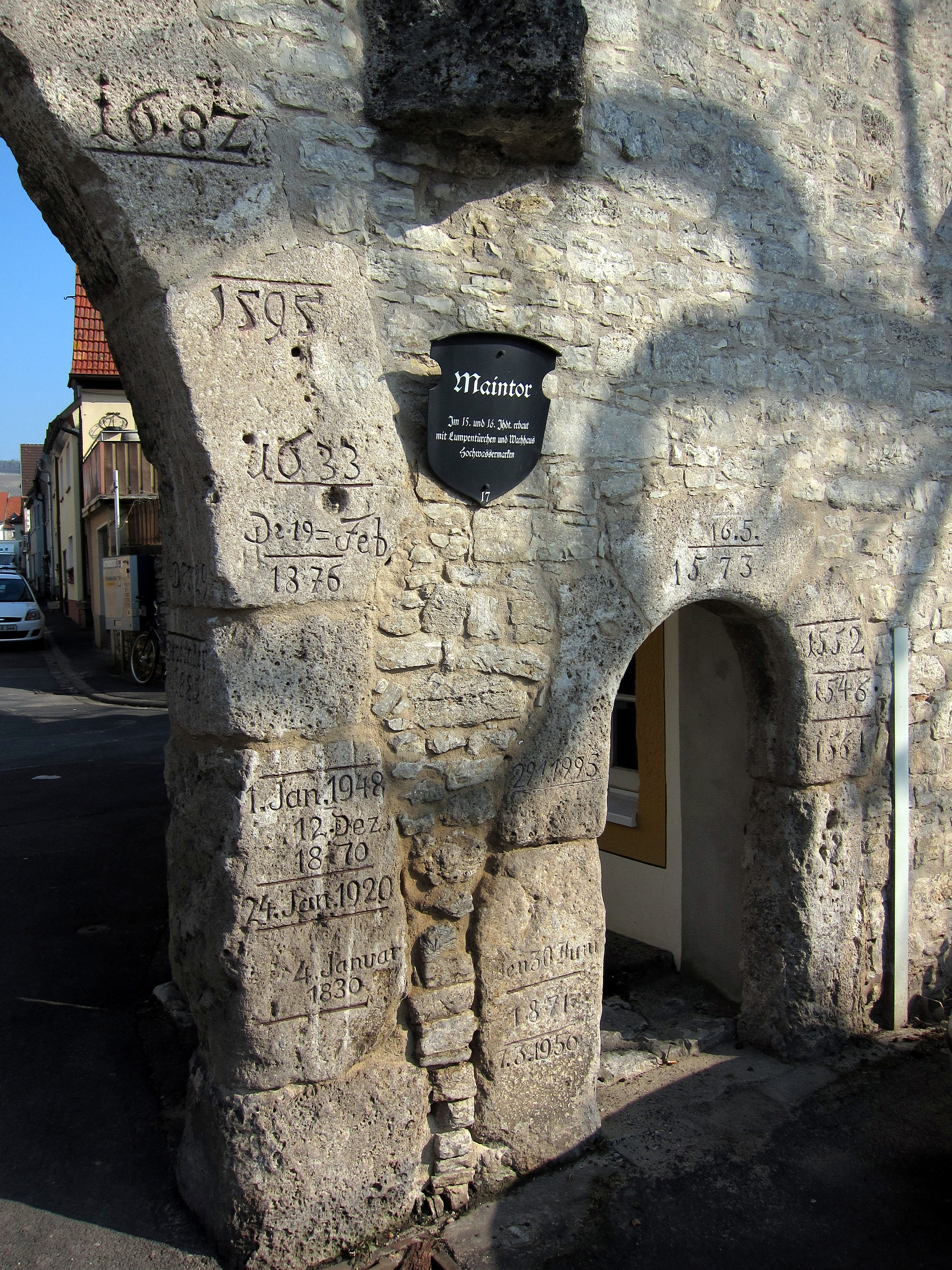
Rechte Torseite

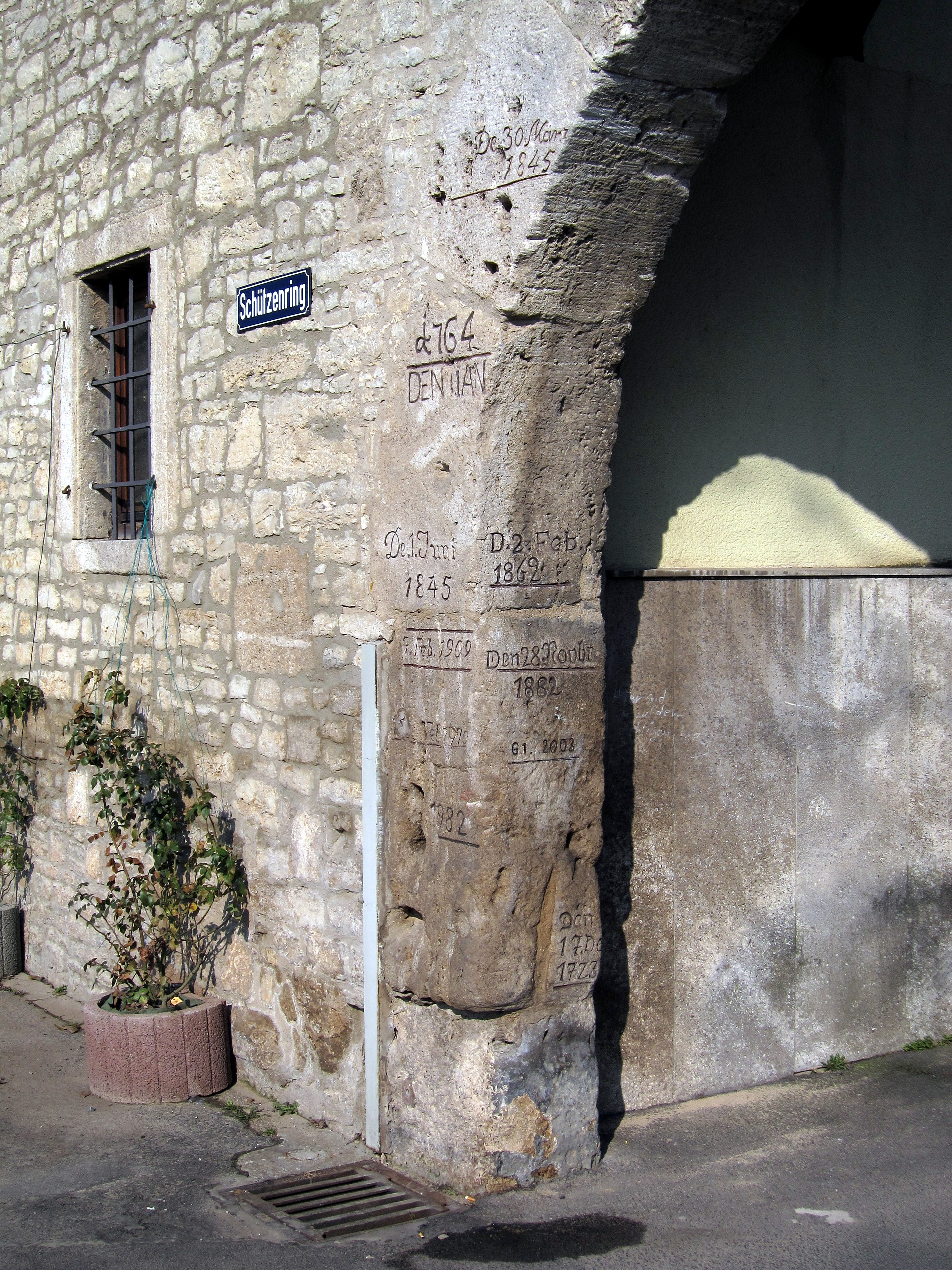
Linke Torseite

Das Maintor ist eines von drei Toren der gut erhaltenen Stadtmauer von Eibelstadt. Es ist um 1510 bis 1520 entstanden und befindet sich etwa 200 Meter vom rechten Ufer des Mains entfernt, zwischen Flusskilometer 262 und 263. Das unter Denkmalschutz stehende Tor war in früheren Jahren mit einem Wehrgang versehen. Das Tor hat eine große Durchfahrt für Fahrzeuge und eine Türöffnung für den Personenverkehr, auch Lumpentürchen genannt. Bei größeren Hochwassern des Maines steht das Wasser bis zum Tor, das dann mit Hilfe einer zusätzlichen Barriere als Hochwasserschutz der Stadt dient.

## Hochwassermarkierungen
An diesem Tor wurden von 1546 bis 2003 insgesamt 27 Hochwasserstände eingemeißelt. Diese Hochwassermarkierungen sind ein guter Anhaltspunkt für die Hochwasserereignisse im mittleren Bereich des Mains und auch für das zehn Kilometer flussabwärts gelegene Würzburg. Fünf Markierungen stammen aus dem 16., zwei aus dem 17., drei aus dem 18., neun aus dem 19., sieben aus dem 20. und eine aus dem 21. Jahrhundert. Sechs Hochwassermarkierungen befinden sich auf der linken Außenseite des Tores, vier auf der linken inneren Seite des äußeren Torbogens. Eine Markierung ist innen auf dem rechten äußeren Torbogen und neun sind rechts an der Außenseite des Tores angebracht. Von den sieben Markierungen am  Lumpentürchen stammen vier aus dem 16. Jahrhundert.
Die Hochwasserstände beruhen teilweise auf unterschiedlichen Messpunkten. In der linken Tabelle beziehen sie sich auf die Höhe über dem Boden, in
der rechten auf die Höhen über Normalnull. Die dortigen Werte scheinen jedoch teilweise falsch zu sein. So befinden sich die Markierungen des Hochwassers vom 28. November 1882 und des Ereignisses vom 7. Februar 1909 auf gleicher Höhe, obwohl sie sich, wie in der Quelle vermerkt, um  32 Zentimeter unterscheiden. Das Hochwasser vom 28. November 1882 wird um 10 Zentimeter niedriger angegeben als das vom 25. Februar 1970, die Markierung befindet sich aber über 20 Zentimeter höher. Das Hochwasser vom 6. Januar 2003 wird in den Quellen nicht aufgeführt, da diese aus der Zeit vor 2003 stammen. Die Markierung befindet sich 26 Zentimeter unterhalb der des Hochwassers vom 28. November 1882.
Die Hochwassermarken am Maintor werden als „vermutlich vollständige 500-Jahre-Reihe“ angesehen. Dennoch fehlen einige Hochwasserereignisse, wie sich bei einem Vergleich mit benachbarten Ortschaften zeigt. So befindet sich am Maintor im 20 Kilometer flussaufwärts gelegenen Sulzfeld am Main eine Hochwassermarkierung aus dem Jahre 1667, die höher ist als die Markierung des Hochwassers 1909. Am zehn Kilometer flussabwärts gelegenen Pegel Würzburg ist das Hochwasser vom 29. März 1988 sechs Zentimeter höher als das Hochwasser vom 7. Januar 1982 angezeigt. Auch fehlt das Ereignis vom Jahre 1744. Dieses Hochwasser erreichte nach alten Berichten beinahe die Höhe des Hochwassers vom 2. Februar 1862. Eine ebenfalls aus dem Jahre 1744 stammende Hochwassermarkierung am Maintor in Sulzfeld am Main befindet sich nur wenige Zentimeter unterhalb der Markierung aus dem Jahre 1862. Auch das Hochwasserereignis vom 21. Dezember 1740, das in Würzburg den Überlieferungen nach das Hochwasser von 1970 übertraf, fehlt am Maintor. Da in dem 30 Kilometer langen Flussabschnitt zwischen Sulzfeld am Main und Würzburg keine größeren Gewässer in den Main münden, ist die Abflussmenge bei einem Hochwasser in Eibelstadt mit der in Sulzfeld am Main und Würzburg vergleichbar. Einzelne Hochwassermarkierungen in Eibelstadt lassen sich mit anderen in den benachbarten Ortschaften vergleichen. Ein Hochwasser, das in Sulzfeld am Main und Würzburg höher als ein anderes war, ist in der Regel auch in Eibelstadt höher angezeigt. Zu unterschiedlichen Messergebnissen kann es jedoch im Laufe der Jahrhunderte durch Veränderungen des Main-Reliefs, etwa durch Maßnahmen zur Verbesserung der Schiffbarkeit, gekommen sein.
| Tag/Jahr          | über Boden | über NN  |
| ----------------- | ---------- | -------- |
| 1546              | 138 cm     | 175,93 m |
| 1552              | 156 cm     | 176,11 m |
| 1561              | 122 cm     | 175,76 m |
| 16. Mai 1573      | 186 cm     | 176,37 m |
| 1595              | 250 cm     | 177,05 m |
| 1633              | 202 cm     | 176,57 m |
| 1682              | 278 cm     | 177,31 m |
| 17. Dezember 1723 | 58 cm      | 175,10 m |
| 1. Januar 1764    | 235 cm     | 176,87 m |
| 28. Februar 1784  | 324 cm     | 177,81 m |
| 4. Januar 1830    | 65 cm      | 175,22 m |
| 30. März 1845     | 300 cm     | 177,32 m |
| 1. Juni 1845      | 161 cm     | 176,13 m |
| 2. Februar 1862   | 173 cm     | 176,24 m |
| 12. Dezember 1870 | 103 cm     | 175,58 m |
| 30. Juni 1871     | 59 cm      | 175,14 m |
| 19. Februar 1876  | 185 cm     | 176,39 m |
| 28. November 1882 | 150 cm     | 175,71 m |
| 29. Dezember 1882 | 165 cm     | 176,12 m |
| 7. Februar 1909   | 150 cm     | 176,03 m |
| 24. Januar 1920   | 93 cm      | 175,47 m |
| 1. Januar 1948    | 131 cm     | 175,84 m |
| 7. März 1956      | 44 cm      | 174,98 m |
| 25. Februar 1970  | 128 cm     | 175,81 m |
| 7. Januar 1982    | 102 cm     | 175,54 m |
| 21. Januar 1995   | 116 cm     | 175,71 m |
| 6. Januar 2003    | 124 cm     | –        |